# Vladímir Andréyev (2025)
El Vladímir Andréyev (en ruso: Владимир Андреев), todavía sin designación oficial romanizada, es el tercer gran buque de desembarco del Proyecto 11711, más conocida en Occidente como clase Ivan Gren de la Armada de Rusia. El buque lleva el nombre del comandante militar de la Unión Soviética, el almirante Vladímir Aleksándrovich Andréyev.
Los buques del proyecto 11711 (o clase Ivan Green), están diseñados para realizar misiones de asalto anfibio, siendo la clase de buques más modernos en este destino de los que cuenta la Armada de Rusia. 

## Diseño
Los buques de la clase Ivan Green fueron diseñados por la Oficina de Diseño de Neva para convertirse en los sucesores de los clase Ropucha y Tapir, ampliamente usados por Rusia, pero heredados de la era soviética.
Los buques están destinados a desembarcar tropas y transportar equipo militar en un rango de 4000 millas náuticas (7408,0 km). Los barcos pueden transportar hasta 300 soldados, o 13 tanques, o 35 vehículos blindados de transporte de personal o vehículos de combate de infantería. También pueden transportar helicópteros de transporte y ataque Ka-29.

## Historial
Al igual que sus dos predecesores, el Vladímir Andréyev ha sido construido en el astillero Yantar de Kaliningrado. Fue puesto en quilla el 23 de abril de 2019, cuando el buque líder de su clase, Iván Gren ya estaba en servicio con la Flota del Norte y el buque gemelo de éste y el segundo de su clase, Piotr Morgunov, había sido botado ya.
Se esperaba que el Vladímir Andréyev fuese botado en 2022 y puesto en servicio a lo largo de 2023, con el tiempo suficiente para realizar las mejoras que se pudiese observar en los servicios en alta mar de sus predecesores.
Finalmente no fue botado hasta el 30 de mayo de 2025, enormemente retrasado por la invasión rusa de Ucrania y las pérdidas rusas de varios Ropucha en el frente naval de la misma. La botadura fue catalogada como «apenas una bocanada de aire fresco para las capacidades de desembarco anfibio de la Armada Rusa» en referencia a las pérdidas navales rusas en la guerra.
Se espera que el Vladímir Andréyev sea asignado a la Flota del Pacífico entre 2025 y 2026.